# Cono Hamu
Cono Hnaéjé Hamu, est un homme politique indépendantiste kanak, né le 15 août 1941 dans la tribu de Traput et le district de Lössi à Lifou (Nouvelle-Calédonie), président de la commission permanente du Congrès de la Nouvelle-Calédonie de 2002 à 2004 et maire de Lifou de 1989 à 1993.

## Militant indépendantiste
Cono Hamu est instituteur dans son île natale, Lifou. En parallèle, il est membre de l'Union calédonienne (UC), ancien parti autonomiste créé en 1953 et qui est devenu indépendantiste à partir de 1977, et donc du Front de libération nationale kanak et socialiste (FLNKS) fondé en 1984 par Jean-Marie Tjibaou afin de fédérer la plupart des mouvements séparatistes et nationalistes kanak, choisissant à l'époque, et jusqu'en 1988, une stratégie de revendication par la lutte. Cono Hamu est alors, durant cette période de trouble dite des « Évènements » des années 1980, un militant actif des « Comités de lutte » de Lifou. Il se fait connaître notamment pour avoir, avec son groupe, séquestré du 22 au 30 novembre 1984 le chef de la subdivision administrative (équivalent de sous-préfet) des Îles Loyauté Jean-Claude Demar.  

## Maire de Lifou

### Élection
Cono Hamu mène la liste de l'UC lors des élections municipales de mars 1989, la plus grande et la plus peuplée des trois communes insulaires des Loyauté, face à la liste du Rassemblement pour la Calédonie dans la République (RPCR, principal parti de la droite anti-indépendantiste de l'époque) dirigée par l'ancien maire Robert Paouta Naxué. Il remporte la victoire au second tour le 19 mars 1989. 

### Une figure de la politique provinciale
Après la mort de Jean-Marie Tjibaou et Yeiwéné Yeiwéné, respectivement numéros un et deux de l'UC et du FLNKS, assassinés à Ouvéa le 4 mai 1989, Cono Hamu est indiqué par certains médias, à l'instar du magazine national L'Express, comme le remplaçant le plus vraisemblable pour prendre la tête de la liste du Front indépendantiste dans les îles Loyauté lors des premières élections provinciales organisées le 11 juin 1989. C'est finalement Richard Kaloï qui est choisi pour prendre cette première place, et Cono Hamu prend la deuxième position sur la liste. Celle-ci arrive largement en tête avec 3 912 voix, 45,97 % des suffrages exprimés et 4 sièges sur 7, contre 2 892 votes, 33,99 % et 2 élus à la liste RPCR là-aussi emmenée par Robert Paouta Naxué ainsi que 1 441 bulletins, 16,94 % et 1 conseiller pour le « Front anti-colonialiste », émanation du petit parti indépendantiste modéré Libération kanak socialiste (LKS) du grand-chef maréen Nidoïsh Naisseline. Richard Kaloï devient le président de l'Assemblée provinciale, Cono Hamu 1er vice-président.  

### Conflit avec les coutumiers
Il défend un développement économique basé par le désenclavement et la construction d'infrastructures, ce qui entraîne des relations difficiles avec les autorités traditionnelles kanak sur un territoire communal en quasi-totalité constitué de terres coutumières. Son administration est surtout touchée par un conflit né du projet du port de Wé, ce qui finit par lui coûter la mairie. 
Ainsi, au début de l'année 1991, la mairie prend à bail un terrain à Wé afin d'y aménager des infrastructures portuaires. Or, un conflit foncier s'ensuit entre deux clans, les Ujicas et les Katrawa. Cono Hamu prend parti pour les premiers, alors que l'autre camp est vite soutenu par le grand-chef du district de Lössi, Henri Boula. Le maire est hospitalisé en 1991 après avoir été agressé lors d'une réunion coutumière pour essayer de trouver un compromis, et des violences ont lieu des deux côtés. Le conflit culmine en 1992 lorsque les cases du clan Ujicas sont incendiées, tandis que Cono Hamu est banni en avril 1992, avec sa femme et ses enfants, de sa tribu par les autorités du district de Lössi. La grande-chefferie voisine de Gaitcha, et son grand-chef Pierre Zéoula, lui refuse l'entrée sur son territoire coutumier en novembre 1992, lui interdisant l'accès à la mairie qui est occupée par un Comité de coordination de chefs qui prend en main les services de base et demande la destitution du maire. Le troisième grand-chef de l'île, celui du district septentrional du Wetr, Paul Sihaze, proclame pour sa part sa neutralité et autorise la réunion de conseils municipaux dans ses terres. Les partis politiques, et la majorité municipale, se divisent, et Richard Kaloï finit par appeler en janvier 1993 à mettre fin aux divisions locales. À la suite de cela, et à la démission de plusieurs conseillers municipaux, Cono Hamu démissionne en février 1993 pour remettre son mandat en jeu : des élections municipales anticipées, dont le premier tour se tient le 21 février 1993. S'il n'obtient pas le soutien de l'UC, sa liste, baptisée « Front pour le développement de Lifou » (FDL), arrive en tête au premier tour avec 23 % des suffrages exprimés, mais est défait au second tour par une coalition « pro-coutume » menée par le LKS Macate Wenehoua (lui-même un coutumier), comprenant également le RPCR, qui gagne 39 % des voix et 20 des 29 sièges. Cono Hamu se retire alors, en invoquant la nécessité de « retrouver un climat de sérénité à Lifou »,,,,. 
Le conflit coutumier continue à avoir des répercussions, notamment judiciaires, par la suite, mais elles ont surtout pour conséquence pour Cono Hamu d'amorcer un tournant dans sa carrière politique. 

## Une image d'indépendantiste modéré

### Dissidence de l'UC
Car Cono Hamu et ses partisans se retournent par la suite contre la Province des îles Loyauté et son président Richard Kaloï, le domicile de ce dernier à Nouméa étant notamment attaqué. Prévoyant d'étendre son positionnement politique aux autres îles, Cono Hamu finit par être exclu de l'UC en avril 1993. Il crée alors, le 15 avril 1993, son propre parti, qui reprend le nom de sa liste des municipales partielles, le Front pour le développement des îles Loyauté (FDIL). Il modère notamment son discours indépendantiste, mettant l'accent sur une émancipation économique préalable, il ne cache pas ses critiques envers les structures coutumières traditionnelles.
Il monte ainsi une liste sous cette étiquette aux Îles Loyauté lors des deuxièmes élections provinciales, le 9 juillet 1995. Il obtient le quatrième et avant-dernier score, avec 1 647 voix (15,92 %) et un seul siège sur sept pour Cono Hamu, mais il détourne ainsi une part importante de l'électorat du FLNKS de Richard Kaloï (qui retombe à 38,4 % des suffrages exprimés) - lui faisant perdre ainsi sa majorité absolue à l'assemblée provinciale (où le Front indépendantiste ne dispose plus que de 3 élus) -, mais aussi du RPCR (désormais mené par Simon Loueckhote, élu sénateur en 1992, 20,5 %, toujours deux conseillers), tandis que le LKS de Nidoïsh Naisseline se maintient voire progresse légèrement (à 20,2 % et toujours 1 seul élu). Cono Hamu participe alors à la création d'une véritable « coalition anti-FLNKS » avec Simon Loueckhote et Nidoïsh Naisseline, qui porte le 17 juillet 1995 ce dernier à la présidence de l'assemblée provinciale à la place de Richard Kaloï, Cono Hamu obtenant pour sa part à nouveau la 1re vice-présidence et le sénateur anti-indépendantiste la 2e (ce dernier, s'opposant rapidement à plusieurs choix économiques ou financiers du nouveau président, se retire de cette alliance et perd donc sa vice-présidence en 1996).    

### Des CCI à la FCCI
Il se montre un partisan de négociations avec les anti-indépendantistes, notamment pour éviter le référendum d'autodétermination prévu en 1998 selon les accords de Matignon-Oudinot de 1988 qui ont mis fin aux violences des « Évènements ». Ce référendum fait craindre tant au RPCR qu'aux indépendantistes un retour des violences, par frustration quant au résultat, les esprits étant encore fortement marqués par les années 1980. Il fonde alors, le 26 décembre 1997, avec Nidoïsh Naisseline et certaines personnalités du FLNKS (le président de l'Assemblée de la Province Nord, et figure de l'UC dont il était considéré comme le numéro trois après Jean-Marie Tjibaou et Yeiwéné Yeiwéné à la fin des années 1980, Léopold Jorédié, l'ancien président de l'UC François Burck ou le numéro deux du Parti de libération kanak, dit Palika, et ancien maire de Yaté Raphaël Mapou) des « Comités de coordination indépendantistes » (CCI) pour préparer les discussions sans plus tarder. Cette démarche est critiquée par les dirigeants du FLNKS et des partis le composant qui, s'ils sont d'accord avec l'objectif de trouver un nouvel accord institutionnel, ont posé un « préalable minier » à toute reprise des négociations avec les anti-indépendantistes et l'État : des grèves ou mouvements sociaux sont notamment soutenues dans les années 1990 pour obtenir le massif minier du Koniambo pour la Société minière du Sud Pacifique (SMSP), détenue depuis 1990 par la Province Nord, ce afin d'alimenter le projet de construction d'une usine métallurgique dans le Nord et de soutenir ainsi le rééquilibrage économique de l'archipel. La revendication du FLNKS finit par obtenir gain de cause au début de l'année 1998, et l'accord de Nouméa est signé le 5 mai 1998. 
Quoi qu'il en soit, les membres des CCI issus du FLNKS sont exclus (surtout pour ceux provenant de l'UC, le Palika pour sa part rejetant dans ses statuts toute mesure disciplinaire de ce genre) ou démissionnent de leurs partis pour créer en mai 1998, en dehors du Front indépendantiste et avec une ligne plus modérée, la Fédération des comités de coordination indépendantistes (FCCI). Cono Hamu décide de fusionner alors son FDIL dans ce nouveau mouvement, dont les élus (y compris Hamu) coopèrent activement désormais avec le RPCR dans les institutions.
Cono Hamu mène ainsi la liste maintenant appelée FCCI aux Îles Loyauté pour les premières élections provinciales nées du nouveau statut issu de l'accord de Nouméa, le 9 mai 1999. Il améliore son score de 1995, en atteignant les 1 993 voix, les 16,02 % et 2 sièges sur 14 (dont 1 des 7 qui siègent également au Congrès), tandis que l'UC, conduite par le maire de Lifou (depuis 1995) Robert Xowie et qui a souffert de la présence d'une liste distincte du Palika menée par Charles Washetine de Maré (10,73 % et 2 élus), voit son électorat davantage s'essouffler (3 780 votes, 30,38 % et 6 élus). Le RPCR de Simon Loueckhote (19,05 % et 2 sièges) et le LKS de Nidoïsh Naisseline (16,44 % et 2 conseillers également) se maintiennent pour leur part à la deuxième et troisième place, respectivement.

### Coopération avec le RPCR
Comme en 1995, et dans la continuité de la ligne générale de la FCCI, Cono Hamu s'associe avec le RPCR et le LKS contre les deux composantes du FLNKS qui s'associent pour porter à la présidence provinciale Robert Xowie et former ainsi la nouvelle majorité. Ensemble, ils dénoncent bientôt un certain nombre d'irrégularités dans l'organisation du scrutin. Tout d'abord, le nombre de votants diffère entre les procès verbaux de certains bureaux de vote et les listes d'émargement. De plus, des incidents relatifs aux procédures de dépouillement ont été mis en avant comme l'absence de feuilles de pointage dans certains bureaux de vote, des procès verbaux incomplets ou au contraire surchargés ou encore des feuilles de dépouillement illisibles ou non signées. Mais surtout, la nouvelle opposition provinciale pointe du doigt les signatures répétées de mêmes électeurs dans plusieurs bureaux de vote, notamment dans celui de Maré 5 où un citoyen a signé 30 fois sur la liste d'émargement. Il s'agissait essentiellement alors d'une conséquence du trop grand nombre de procurations accordées aux Îles Loyauté, dont une grande partie des inscrits vit sur la Grande Terre pour y travailler. Devant ces irrégularités, une requête pour annuler les élections fut rapidement déposée, dès le 20 mai 1999, devant le Conseil d'État par le LKS, soutenu dans sa démarche par ses deux alliés. L'arrêt rendu par la plus haute juridiction administrative française le 15 mai 2000 leur donne raison et de nouvelles élections sont organisées dans les îles Loyauté le 25 juin 2000. Les trois chefs décident à cette occasion de monter une liste commune appelée « Un nouveau défi pour les îles » (UNDL) et tirée par le grand-chef Nidoïsh Naisseline. Si cette coalition arrive en tête, avec 44,9 % des suffrages exprimés contre 37,3 % à la liste de Robert Xowie et 17,8 % au Palika, la composition de l'assemblée née des élections de 1999 n'est pas modifiée par ce nouveau scrutin : l'UC du maire de Lifou retrouve ses six sièges, le Palika ses deux élus et les six conseillers UNDL sont exactement ceux du RPCR, LKS et FCCI d'avant la dissolution. Le 30 juin suivant, Cono Hamu et Simon Loueckhote se présentent tous deux contre Robert Xowie : Nidoïsh Naisseline et son colistier du LKS décident de voter chacun pour l'un des deux candidats de l'opposition, tandis que Xowie est réélu au premier tour avec huit voix. Candidat à tous les postes de vice-président, Cono Hamu, qui fait alors le plein des voix de l'UNDL, est battu à chaque fois par le challenger de l'UC-Palika. Il reste donc dans l'opposition provinciale jusqu'à la fin de la mandature en 2004. 
Au Congrès, il siège, comme tous les autres élus de son parti, au sein d'un groupe commun RPCR-FCCI qui dispose d'une majorité absolue (28 sièges sur 54, dont 24 pour le principal parti anti-indépendantiste et 4 pour son allié). Il vote donc chaque année pour reconduire Simon Loueckhote à la présidence de cette assemblée jusqu'en 2004, ainsi que pour les listes communes présentées par ce groupe pour la désignation des membres du gouvernement de la Nouvelle-Calédonie. Cono Hamu est pour sa part membre du bureau de cette institution pendant toute la mandature : en tant que 3e vice-président du 21 mai 1999 au 29 juillet 2000, puis 2e vice-président de cette date jusqu'au 9 mai 2004. Il est également président de la commission de l'organisation administrative et de la fonction publique du 9 juin 1999 au 9 mai 2004 et vice-président de celle de la commission des finances et du budget (en remplacement d'Eymard Bouanaoué, autre membre de la FCCI, décédé le 17 septembre 2002) du 13 décembre 2002 au 26 mars 2003. Surtout, après le décès d'Eymard Bouanaoué, il est porté à la présidence de la commission permanente (chargée de siéger durant les intercessions et de traiter pendant ces périodes les dossiers du Congrès, notamment voter certains textes règlementaires du type délibérations dans des domaines délégués par l'institution sans pouvoir voter ni les lois de pays ni le budget), du 14 novembre 2002 au 9 mai 2004. 
Aux élections municipales de mars 2001, si au premier tour les deux partis présentent des listes distinctes, à savoir celle de la FCCI (qui obtient le deuxième meilleur score, derrière l'UC de Néko Hnepeune, Robert Xowie ne se représentant pas comme maire) menée par Cono Hamu et celle RPCR par Hnawange Hnawange, elles fusionnent pour le deuxième tour sous la conduite de Hamu. Ce dernier scrutin étant annulé, une municipale partielle est organisée les 20 et 27 octobre 2002 : cette fois l'union RPCR-FCCI se fait dès le premier tour et obtient 30,32 % au premier tour (contre 42,35 % à la liste du maire sortant Néko Hnepeune, et plus de 53 % d'abstention) puis 30,21 % au second tour et 5 sièges sur 33 (contre 54,35 % et 26 élus à la liste Hnepeune, qui a fusionné avec le LKS, les deux fauteuils restants revenant au Palika de Jean-François Lalié, tandis que la participation remonte à 50,79 %). Lors des élections législatives qui se sont aussi tenues en 2002, Cono Hamu a activement soutenu la candidature du député sortant et chef historique des anti-indépendantistes (et, plus généralement, l'homme fort de la vie politique néo-calédonienne) Jacques Lafleur dans la 1re circonscription qui comprend les Îles Loyauté en plus de Nouméa et de l'île des Pins (Jacques Lafleur est alors réélu, mais en ayant dû concéder un second tour pour la première fois de sa carrière politique, contre un de ses opposants anti-indépendantistes, Didier Leroux).

## Retour de la FDIL et rapprochement de l'UC

### Le dernier élu au Congrès de la FCCI en 2004
Pour les élections provinciales du 9 mai 2004, Cono Hamu est à nouveau en lice à la tête de la liste FCCI aux Îles Loyauté. Il s'allie pour l'occasion au Front uni de libération kanak (FULK), l'un des plus anciens partis indépendantistes qui participa à la fondation du Front indépendantiste puis du FLNKS avant de s'en séparer en 1992 pour s'être opposé aux accords de Matignon, il est devenu ensuite une organisation politique marginale uniquement présente aux Îles, surtout après le décès de son fondateur et figure emblématique Yann Céléné Uregeï en 2000. Autrefois mouvement plutôt radical, il a aussi nettement modéré son propos avec le temps. La FCCI et le FULK étaient déjà unis en 2000 au sein de l'UNDPI avec le LKS et le RPCR. 
Son programme comprend des mesures visant à favoriser les initiatives économiques individuelles ou associatives et le développement de PME-PMI en terres coutumières (par le biais notamment de l'instauration d'un « titre coutumier de propriété »), à rapatrier les sièges sociaux des principaux offices et organes provinciaux (comme Navimon, la Sodil, Aviazur) de Nouméa aux Loyauté, à lutter contre le chômage par l'éducation et la formation, et à régler la situation financière par une politique de rigueur basée sur une baisse des dépenses (par la réduction de coûts de fonctionnement au niveau du personnel administratif et du matériel ou encore l'arrêt de subventions, une réorganisation « des structures administratives avec une priorité donnée à la compétence ») et la recherche de nouvelles possibilités de ressources qui pourront ensuite être réinvestis. Il adopte une position très modérée concernant l'évolution de l'accord de Nouméa et l'avenir institutionnel de l'archipel, appelant notamment à « ne transférer que (les compétences) dont on a la capacité de financer » ou considérant que « l’Accord doit être un texte qui vit et qui ne soit pas figé, un texte qui évolue, qui s’adapte ». 
Il obtient un score nettement moins important que lors des scrutins précédents, retombant à 1 256 voix et 8,85 % des suffrages exprimés, mais conserve ses deux sièges à l'assemblée provinciale ainsi que son propre siège au Congrès. Il est alors le seul élu restant à la FCCI au niveau néo-calédonien. Il s'associe à nouveau au groupe du Rassemblement-UMP (nouveau nom pris lors de ce scrutin par le RPCR, marquant ainsi plus nettement son lien avec l'Union pour un mouvement populaire, ou UMP, nationale depuis sa création en 2002) auquel est toujours associé le nom de « FCCI » du fait de sa seule présence, et en prend la coprésidence avec Pierre Maresca. Il est à noter que le parti de Jacques Lafleur a lui-même connu une défaite dans son fief de la Province Sud, où une liste formée par des dissidents de plus ou moins longue date de l'ancien mouvement dominant anti-indépendantiste et ayant mené une campagne à forte orientation sociale, l'Avenir ensemble (bientôt devenue un parti politique), est arrivée en tête pour s'arroger ensuite les postes clés dans les institutions (présidence de l'Assemblée provinciale du Sud, du Congrès et de sa commission permanente, du gouvernement). Toutefois, en novembre 2004, il quitte la FCCI pour faire revivre le FDIL et se rapprocher de l'UC, adhérant à son groupe au Congrès et votant désormais en compagnie de ses membres.  
Aux Îles Loyauté, Cono Hamu rejoint immédiatement après le scrutin la majorité provinciale toujours dominée par l'UC et présidée maintenant par Néko Hnepeune. Hamu apporte les deux voix de son groupe à ce dernier, dont le parti n'a obtenu que 4 sièges, et les membres du Palika du maire d'Ouvéa Boniface Ounou et du LKS Nidoïsh Naisseline, deux élus chacun, font de même. Les trois hommes obtiennent chacun une vice-présidence et des délégations de signature importante : la première à Boniface Ounou, la deuxième à Nidoïsh Naisseline et la troisième à Cono Hamu. Celui-ci se recentre à partir de 2004 sur ses activités politiques aux îles (n'ayant plus au Congrès que la 5e vice-présidence du bureau à partir du 21 mai 2004 et conservant la présidence de la commission de l'organisation administrative et de la fonction publique le 27 juillet suivant, deux postes qu'il abandonne définitivement pour cette mandature le 27 juillet 2005).

### Responsable de l'économie loyaltienne
Cono Hamu est surtout chargé de coordonner la politique économique de cette nouvelle majorité, en tant que président de la commission du développement économique de l'assemblée provinciale et du conseil d'administration de la société d'économie mixte (SEM) chargée de gérer les participations économiques de l'institution, la SODIL (Société de développement et d'investissement des îles Loyauté). Il s'attache surtout à structurer les secteurs dominants de l'économie loyaltienne, la moins dotée des trois provinces et la plus touchée par les problèmes d'exodes d'actifs vers le Grand Nouméa, à savoir l'agriculture, la pêche et le tourisme, en cherchant à les doter notamment de nouvelles infrastructures. 
Ainsi, dès 2004, la Province lance des chantiers pour l’approvisionnement et l’écoulement des produits agricoles (deux unités de conditionnement sont construites, à Maré et à Lifou) et de la pêche (trois bases sont construites ainsi qu'une petite unité de conditionnement des produits de la mer sur le port de Wé, financée par le biais du contrat de développement État-Province, à quoi s'ajoute aussi la remise à niveau en 2006 de la flotte de Navimon, société de pêche filiale de la SODIL et dont les activités sont regroupées avec celles des Pêcheries de Nouvelle-Calédonie, pour leur part filiale de la Sofinor, la société de financement de la Province Nord), mais également à la mise en place d’un réseau de commercialisation. Pour le tourisme, l'accent est mis sur l'accueil des croisiéristes, le soutien aux associations et aux groupes locaux mais aussi à travers un plan de développement hôtelier à partir de 2006 (passant par la rénovation et l'agrandissement des hôtels Nengone Village à Maré et Drehu Village à Lifou, mais aussi la définition de sites pour deux nouveaux établissements de luxe et la professionnalisation du réseau de gîtes),.   

### Réactivation de la FDIL
Sur le plan de son positionnement politique, outre son action provinciale aux côtés de l'UC, Cono Hamu continue à montrer une certaine proximité avec le camp anti-indépendantiste, mais plus désormais avec l'Avenir ensemble que le Rassemblement-UMP. Ainsi, il apporte son soutien à la candidature du président de l'Assemblée de la Province Sud Philippe Gomès dans la 1re circonscription pour les élections législatives de juin 2007. 
Cono Hamu remet son ancien mouvement, le FDIL, qu'à l'approche des élections municipales de mars 2008. Il reprend ainsi l'appellation de sa liste de 1993, « Front pour le développement de Lifou », pour sa propre candidature à Lifou. Il obtient 682 voix et 12,31 % des suffrages exprimés au premier tour, soit le quatrième score, derrière la liste d'union FLNKS (UC et Palika) mais aussi LKS du maire sortant Néko Hnepeune (35,69 %), le Parti travailliste (mouvement indépendantiste radical et situé à l'extrême-gauche, bras politique du syndicat USTKE) de la figure du syndicalisme local Louis Kotra Uregei (18,82 %) et l'UC Renouveau du dissident de l'UC et rival de longue date de Néko Hnepeune, Jacques Lalié (18,77 %), tandis que les anti-indépendantistes sont divisés en quatre listes dont aucune ne passe la barre des 5 % (la mieux placée est celle du Rassemblement pour la Calédonie, ou RPC, créé en 2006 par Jacques Lafleur lorsqu'il perd la présidence du Rassemblement-UMP, porté à Lifou par le conseiller municipal sortant Hnawange Hnawange qui rassemble 4,22 % des suffrages). Pour le second tour, Cono Hamu fusionne sa liste avec celle de Néko Hnepeune, obtenant la quatrième place pour lui-même, pour obtenir 3 108 suffrages (51,49 %) et 25 sièges sur 33 (25,4 % au Parti travailliste et 23,11 % à l'UC Renouveau, 4 sièges chacun).  
Puis, le 13 décembre 2008, par une coutume, il signifie le rattachement du FDIL à l'UC, duquel il dit : « Je n'étais jamais loin de ses grandes idées ». Ce petit parti personnel continue à exister malgré tout, tandis que Cono Hamu continue à montrer son autonomie en s'alliant avec le Palika de Danielle Guaénéré, avec l'UC Renouveau de Jacques Lalié et avec Richard Kaloï (qui a quitté l'UC en 2004, c'est la première fois que les deux hommes se retrouvent dans le même camp depuis 1993), contre l'UC loyaltienne une nouvelle fois tirée par Néko Hnepeune pour les élections provinciales du 10 mai 2009. Cette liste baptisée « Union nationale pour l'indépendance » (UNI), reprenant l'appellation traditionnelle des coalitions formées autour du Palika depuis les années 1990, est menée par Jacques Lalié, et Cono Hamu n'y est présent qu'à la cinquième place. Elle se place deuxième derrière l'UC, avec 3 531 voix, 24,66 % des suffrages exprimés et 4 élus sur 14 à l'Assemblée provinciale (dont 2 des 7 siégeant également au Congrès : Jacques Lalié et Danielle Guaénéré). Cono Hamu perd donc les mandats dont il disposait dans ces deux institutions depuis 1989. Ce scrutin étant annulé, et une partielle organisée le 6 décembre 2009, Cono Hamu se range une nouvelle fois à Jacques Lalié mais sans le Palika qui monte une liste seul avec à sa tête Charles Washetine : la liste de Jacques Lalié prend désormais le nom d'« Union pour le Renouveau » (UNR) et Cono Hamu est cette fois 3e. Mais cela se révèle insuffisant pour qu'il puisse retrouver son siège, l'UNR, sans le Palika (qui n'obtient par ailleurs aucun élu), retombe à 1 974 votes soit 14,04 % des suffrages exprimés et 2 conseillers provinciaux (dont 1 au Congrès, Jacques Lalié, qui s'y associe avec le groupe FLNKS dominé par l'UC et se range dans la majorité provinciale de Néko Hnepeune).     

## Retrait de la vie publique
Après 2009, Cono Hamu conserve encore son mandat de conseiller municipal de Lifou, au minimum jusqu'en 2014. Il annonce alors un certain retrait de la vie politique, tout en précisant que : « En fonction des circonstances, je n'écarte pas l'éventualité de revenir dans le circuit ». 